# 44
44 foi um ano bissexto do século I que durou 366 dias. De acordo com o Calendário Juliano, o ano teve início a uma quarta-feira e terminou a uma quinta-feira. as suas letras dominicais foram E e D.
| Ano completo                           |
| -------------------------------------- |
| Ano bissexto com início à quarta-feira |

## Eventos
- Fuga de Sexto Pompeu das Hispânias e início da pacificação definitiva do território.

## Mortes
- Herodes Agripa I - um monarca judeu (n.10 a.c)